# Sánchez Barcaiztegui (1877)
Il Sánchez Barcaiztegui è stato un incrociatore protetto di 2ª della Armada Española in servizio tra il 1877 e il  1895, perduto per naufragio dapo essere stato speronato dal piroscafo mercantile Conte de Mortera, appartenente alla compagnia di navigazione di Ramón Herrera, conte di Mortera. Nell'incidente perirono il contrammiraglio Manuel Delgado y Parejo, comandante della stazione marittima de l'Avana e il capitano di vascello Francisco Ibáñez Varela, comandante dell'incrociatore 

## Storia
Nel 1872 il Ministro della marina del Regno di Spagna, Rafael Rodríguez Arias, commissionò ai cantieri navali Forges et Chantiers de la Mediterranée di La Seyne-sur-Mer, Tolone, in Francia, la costruzione di due incrociatori protetti di seconda classe, con scafo in ferro, designati  Sánchez Barcaiztegui e Jorge Juan che dovevano servire nel corso delle guerre carliste. Entrambe le unità, progettate dall'ingegnere navale Joacquín Torres, furono impostate il 23 dicembre 1875, varate a Tolone il 23 marzo 1876 ed entrarono in servizio il 12 luglio 1877, assegnate insieme al gemello Jorge Juan a prestare servizio nella acque dell'isola di Cuba.

## Descrizione tecnica
Il Sánchez Barcaiztegui era un incrociatore protetto che dislocava 935 tonnellate a pieno carico, era lungo 63,73 m, largo 9,05 m, e con un pescaggio di 4,72 m. L'apparato propulsivo si basava su 1 macchina motrice con una potenza indicata di 1.100 ihp, che muovevano una elica. La dotazione di carbone era pari a 480 tonnellate. La velocità massima raggiungibile era pari a 13 nodi.  L'armamento principale si basava su 3 cannoni Parrot da 160 mm, 2 cannoni Krupp da 75 mm, 1 cannone in bronzo da 80 mm, 2 mitragliatrici.

## Impiego operativo
Il basso pescaggio, lo scarso armamento e la bassa velocità,e la nessuna protezione presente, ne facevano navi ideali per il servizio coloniale. Arrivato a Cuba fu destinato a prestare servizio presso l'ancoraggio de l'Avana, compiendo operazioni di vigilanza e protezione delle coste. Nel dicembre 1877 partecipò alle operazioni di ricerca della nave corsara cubana Monteczuma, rientrando all'Avana senza averlo trovato, dopo aver pattugliato il golfo di Paria, Panama, e le isole di Santo Tómas e San Vicente.
Alle 24:00 del 18 settembre 1895 il Sánchez Barcaiztegui stava navigando a luci spente all'altezza del Morro de la Habana nel tentativo di sorprendere alcune navi degli insorti cubani, mentre nel contempo il piroscafo Conte de Mortera, appartenente alla compagnia di navigazione di Ramón de Herrera y Herrera, conte di Mortera, entrava nella baia al comando del capitano José Viñolas y Valle. Il piroscafo proveniva da Nuevitas con merci e passeggeri. Il comandante dell'incrociatore, avvistato il mercantile, ordinò di passargli a dritta ma in quel momento sul piroscafo, a causa di un guasto elettrico, si spensero le luci e la nave venne avvolta dall'oscurità. Il comandante del piroscafo tentò di virare azionando un servomotore, ma la cosa fu troppo lenta, e il Conte del Mortera speronò il Sánchez Barcaiztegui a centro nave sul lato di dritta. La prua del piroscafo rimase incastrata nello scafo dell'incrociatore, e per evitare di affondare anche lui il capitano Viñolas y Valle diede ordine di fare marcia indietro e così l'acqua entro dalla falla ancora più velocemente. A bordo del Sánchez Barcaiztegui i marinai iniziarono a lanciarsi fuori bordo, mentre il capitano Francisco Ibáñez Varela diede ordine di calare le scialuppe di salvataggio nel modo più rapido e ordinato. Il contrammiraglio Manuel Delgado y Parejo, che aveva 67 anni e si trovava a bordo, rifiutò l'offerta di mettersi in salvo, e cinque minuti prima della catastrofe il tenente García Nunco lo trascinò su una delle scialuppe rimaste. Purtroppo il Conte de Mortera nel tentativo di allontanarsi dall'incrociatore capovolse alcune scialuppe, tra cui quella in cui si stava imbarcando il contrammiraglio che non sapeva nuotare. Esausto Delgado y Parejo ordinò ai due marinai che lo tenevano a galla di allontanarsi da lui, ma i due uomini rifiutarono, salvo poi obbedirgli dopo alcune insistenze del contrammiraglio che non voleva che anche i due marinai perissero. Il capitano Ibáñez Varela rimase a bordo fino all'ultimo, lasciando la nave mentre essa stava oramai affondando. Attirati dall'odore del sangue alcuni squali attaccarono il comandante uccidendolo in poco tempo. Nel naufragio rimasero uccisi il contrammiraglio Delgado y Parejo, comandante della stazione marittima dell'Avana, il capitano dell'incrociatore Ibáñez Varela, e altri 30 membri dell'equipaggio.
Il 17 novembre 1897 una corte marziale giudicò, pur non dimostrandolo chiaramente, colpevole del disastro il comandante del piroscafo Viñolas y Valle, che ricevette tre mesi di arresto e dovette risarcire i danni provocati.

### Fonti
1. 1 2 3 4 5  Gardiner 1879, p. 386.
2. 1 2 3 4 5 6 7 8 9 10 11 12 13 14 15 16 17  Todoavante, aw.